# Маховляне
Маховляне — деревня в Пермском крае России. Входит в Лысьвенский городской округ.

## Географическое положение
Деревня расположена в южной части Лысьвенского городского округа на расстоянии примерно 15 километров на юго-восток от посёлка Кормовище.

## История
По соображениям краеведов дату основания деревни относят к 1747 году. Колхоз, который образовался в Маховлянах в 1929 году, назывался сначала «Труд крестьянина». В 70-е и 80-е годы деревня переживала определённый подъём, были построены школа, детсад, производственные постройки. 
С 2004 до 2011 года деревня входила в Кормовищенское сельское поселение Лысьвенского муниципального района.

## Население
| 2010 |
| ---- |
| 303  |

Постоянное население составляло 309 человек (96 % русские) в 2002 году, 303 человека в 2010 году.

## Климат
Климат умеренно континентальный. Среднегодовая температура воздуха равна: +1,7 °C; продолжительность безморозного периода: 165 дней; средняя мощность снегового покрова: 50 см; средняя глубина промерзания почвы: 123 см. Устойчивый снежный покров сохраняется с первой декады ноября по последнюю декаду апреля. Средняя продолжительность снежного покрова 160—170 дней. Средняя из наибольших декадных высот снежного покрова за зиму — 50 см. Средняя максимальная температура самого жаркого месяца: +24,4 °C. Средняя температура самого холодного месяца: −17,4 °C.